# Bezdrev
Bezdrev är en sjö i Tjeckien.   Den ligger i regionen Södra Böhmen, i den centrala delen av landet, 120 km söder om huvudstaden Prag. Bezdrev ligger 380 meter över havet. Arean är 3,2 kvadratkilometer. Runt Bezdrev är det i huvudsak tätbebyggt. Den sträcker sig 3,4 kilometer i nord-sydlig riktning, och 3,3 kilometer i öst-västlig riktning.
Följande samhällen ligger vid Bezdrev:
- Zliv (3 656 invånare)